# نوگوچی ۵۷۳۴
سیارک ۵۷۳۴ (به انگلیسی: 5734 Noguchi، نامگذاری:1989AL1) پنج هزار و هفتصد و سی و چهارمین سیارک کشف شده‌است که در ۱۵ ژانویه ۱۹۸۹ کشف شد.
قدر مطلق سیارک برابر ۱۳٫۴۰ است.